# Protea curvata
Protea curvata är en tvåhjärtbladig växtart som beskrevs av Nicholas Edward Brown. Protea curvata ingår i släktet Protea och familjen Proteaceae. Inga underarter finns listade i Catalogue of Life.